# Axel Springer (przedsiębiorstwo)

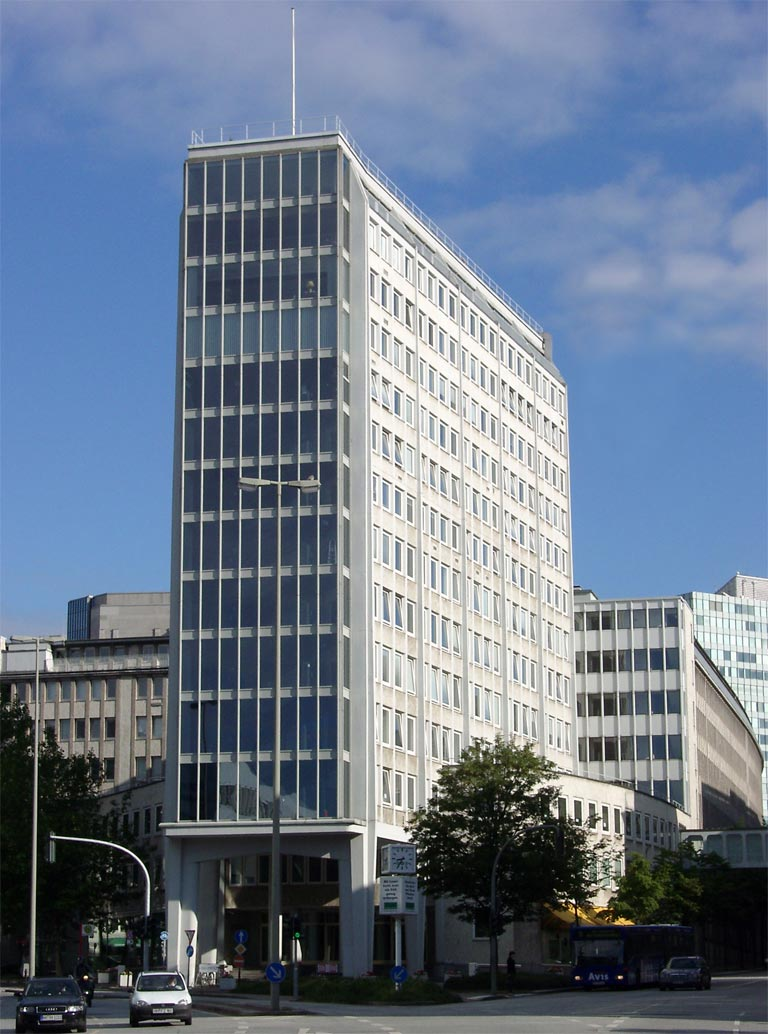
Budynek Axel Springer w Hamburgu

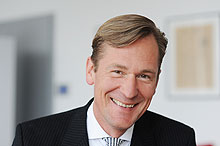
Prezes zarządu Axel Springer SE dr Mathias Döpfner

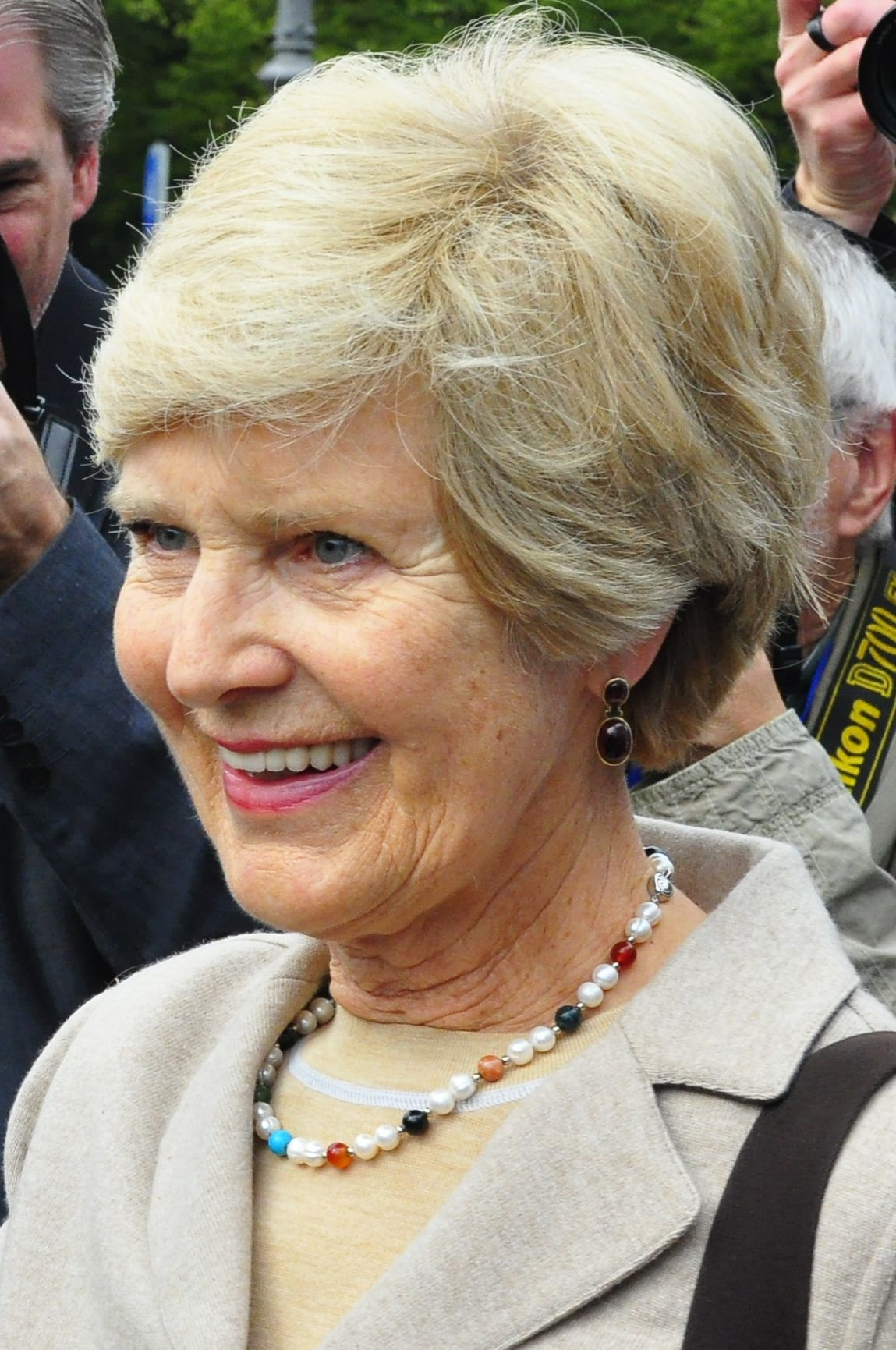
Friede Springer – wiceprzewodnicząca rady nadzorczej i udziałowiec Axel Springer SE

Axel Springer SE – jeden z największych koncernów wydawniczych w Europie, wydaje ponad 150 gazet i magazynów w ponad 30 krajach, między innymi w Europie Środkowej oraz Wschodniej: Chorwacji, Polsce, Czechach, Rosji oraz Europie Zachodniej: Francji, Hiszpanii i Szwajcarii. Koncern działa również na rynku ogłoszeń; zatrudnia ponad 10 tys. osób, roczne obroty szacuje się na około 2,4 miliarda euro.
Wydawnictwo powstało w 1946 w Hamburgu z inicjatywy niemieckiego dziennikarza Axela Springera.
Od 1 lipca 2010 r. razem ze szwajcarskim wydawnictwem Ringier AG tworzą Ringier Axel Springer Media, które w Polsce posiada spółkę Ringier Axel Springer Polska.
2 grudnia 2013 w Berlinie spółka została przekształcona ze spółki akcyjnej (AG) na spółkę europejską (SE) i tym samym zmieniła nazwę z Axel Springer AG na Axel Springer SE.
Pod koniec 2019 roku amerykański fundusz inwestycyjny KKR przejął 47,6% akcji Axel Springer i postanowił o wycofaniu spółki z giełdy.
24 września 2020 r. Friede Springer – wdowa po Axelu Springerze – poinformowała, że Mathias Döpfner kupuje 4,1% akcji spółki od Fundacji Friede Springer. Ponadto otrzyma on 15% udziałów w darowiźnie od Friede Springer oraz będzie dysponować prawem głosu z jej pozostałego pakietu. Tym samym Friede Springer i Mathias Döpfner będą dysponować po ok. 22% akcji spółki.
Obecnie KKR jest największym udziałowcem (37,7%); udziały mają również: Friede Springer (22,5%), prezes spółki Mathias Döpfner (21,9%), Canada Pension Plan Investment Board CPPIB (11,9%), wnuki Axela Springera (założyciela wydawnictwa) – Axel Sven Springer (5%) i Ariane Melanie Springer (1%).
6 października 2020 roku została otwarta nowa siedziba koncernu w Berlinie. W uroczystości otwarcia wziął udział prezydent Niemiec Frank-Walter Steinmeier.

## Historia

### Pierwsze lata
W 1946 roku w Hamburgu Axel Springer i jego ojciec Heinrich Springer założyli wydawnictwo Axel Springer. Pierwszymi publikacjami były gazeta z programem wówczas tylko radiowym Hörzu i magazyn Kristall, a w kolejnych latach niemiecki tygodnik Hamburger Abendblatt i gazeta codzienna Bild. W 1953 roku Springer przejął gazetę The World.
W 1966 roku tuż obok muru berlińskiego w dzielnicy Berlin-Kreuzberg powstała siedziba wydawnictwa. 3 lata później Axel Springer stało się spółką akcyjną.

### 1980 i 1990
Po wejściu na giełdę koncernu Axel Springer w 1985 roku sprzedano 49,23% akcji wydawcy. Założyciel wydawnictwa, Axel Springer zmarł w dniu 22 września 1985. Po jego śmierci pakiet 10% wszystkich akcji w spółce nabył niemiecki przedsiębiorca, Leo Kirch, w 1992 roku jego udziały wzrosły do 26 procent, a w czerwcu 1993 roku posiadał on w sumie 40% udziałów w spółce.

### Nowy kierunek działań po 1990 roku
Po zjednoczeniu Niemiec wydawnictwo rozszerzyło swoją działalność na inne kraje europejskie. Powstało wiele spółek zależnych w Europie Wschodniej, Hiszpanii, Francji i Szwajcarii. W 1999 roku spółka kupiła udziały w niemieckim przedsiębiorstwie produkującym programy telewizyjne, Schwartzkopff TV Productions oraz w Studio Hamburg. Po fuzji stacji telewizyjnych Pro7 i Sat.1 pozyskała ona udziały w ProSiebenSat.1 Media AG.
Po zarejestrowanej niewypłacalności Grupy Kirch, Leo Kirch zrezygnował w październiku 2002 roku z rady nadzorczej Springer-Verlag. Pakiet akcji Kirch w październiku nabyły w 40% Deutsche Bank i Friede Springer. Udziały posiadane przez Deutsche Bank w 2003 roku przejęło prywatne amerykańskie przedsiębiorstwo Hellman & Friedman (19,4%).
Na walnym zgromadzeniu w kwietniu 2003 roku akcjonariusze zatwierdzili między innymi zmianę nazwy spółki na Axel Springer AG i nową identyfikację wizualną.
W maju 2007 roku Grupa wraz z PubliGroupe AG nabyła Zanox.de AG, za którą zapłacono około 214,9 miliona euro. W czerwcu 2007 roku należące do Springera program telewizyjny Tele i programy TV2 i TV4 przejął szwajcarski Ringier Publishing House. Również w czerwcu 2007 roku Grupa nabyła 41,4% udziałów we francuskim portalu internetowym dla kobiet auFeminin.com, co kosztowało Springera 284 mln euro.
W grudniu 2008 roku wydawca ogłosił, że wszystkie wydarzenia w roku 2009, w tym przyznanie Złotych Kamer, nagrody Osgar i niemieckiej nagrody Das Goldene Lenkrad, jak również letni festiwal, zostają odwołane. Uzasadnieniem był międzynarodowy kryzys finansowy. Wydawca chciał w ten sposób zapobiec licznym zwolnieniom.

### Nieudane przejęcie ProSiebenSat.1
Latem 2005 roku Springer ogłosił, że chciałby ponownie przejąć udziały w ProSiebenSat.1 Media AG (stacje TV ProSieben, Sat.1, Kabel 1, N24, 9Live). Zaproponował on obecnemu udziałowcowi, Haimowi Sabanowi, 4 miliardy euro, który w 2003 roku kupił udziały za 500 mln euro.
W listopadzie 2005 roku nabycie akcji zostało tymczasowo wstrzymane. Niemiecka Komisja ds. Kontroli Koncentracji Mediów KEK krytycznie wypowiedziała się na temat tego, że gazeta Bild i stacja telewizyjna ProSiebenSat.1 należą do jednego inwestora. Jako kompromis zasugerowała, że komitet doradczy powinien przejąć kontrolę merytoryczną i gospodarczą nad jednym z dwóch głównych nadawców ProSieben lub Sat.1. W tymczasowej decyzji Federalny Urząd Antymonopolowy (Bundeskartellamt) w tym samym miesiącu wskazał, że połączenie nie może zostać zatwierdzone na skutek silnej koncentracji gospodarczej na rynku mediów. Jednak Springer chcąc zachować pełną kontrolę ekonomiczną nad stacją telewizyjną, postanowił jej nie sprzedać. W zamian jednak przedsiębiorstwo zaoferowało między innymi sprzedaż pięciu gazet z programem telewizyjnym.
KEK nie przystała na ofertę Springer i w styczniu 2006 roku podkreśliła, że w ten sposób przedsiębiorstwo nie może przejąć ProSiebenSat.1 Media AG. Powinno ono zrezygnować z gazety Bild lub z jednego z dwóch głównych kanałów telewizyjnych (Sat.1 lub ProSieben).
Pod koniec stycznia 2006 Federalny Urząd Antymonopolowy zakazał w końcu przejęcia przez Springer ProSiebenSat.1. Natomiast Springer mógł postąpić na dwa sposoby: złożyć pozew przeciwko Federalnemu Urzędowi Antymonopolowemu lub uzyskać ministerialną zgodę nadzwyczajną (Ministererlaubnis), która miałaby zastosowanie w ciągu jednego miesiąca po głosowaniu końcowym przez Federalny Urząd Antymonopolowy. Decyzja ministra musiałaby wówczas zostać podjęta w ciągu czterech miesięcy.
Przeciwko negatywnej decyzji KEK Springer nie mógł jednak wystąpić, a jedynie mógł wnieść sprzeciw do krajowego urzędu ds. mediów. Sprzeciw KEK mógł zostać anulowany w drodze głosowania większością trzech czwartych głosów 15 instytucji medialnych w ramach Konferencji Dyrektorów Urzędów Mediów.
W dniu 1 lutego 2006 roku Grupa Springer ogłosiła jednak, że rezygnuje z planów przejęcia stacji telewizyjnych. Mimo to wydawnictwo w dniu 24 lutego powiadomiło, że złoży apelację do Sądu Okręgowego w Düsseldorfie przeciwko decyzji Konferencji Dyrektorów Urzędów Mediów. Procedura powinna zapewnić pewność prawną dla przyszłych przejęć przedsiębiorstw.
W listopadzie 2008 roku, na krótko przed werdyktem, grupa Springer wykazywała wciąż duże zainteresowanie wejściem do biznesu telewizyjnego. Poinformowała, że alternatywą dla przejęcia ProSiebenSat.1 Media AG będzie tworzenie przez nią własnych jednostek.

### Wspólne przedsiębiorstwo z Ringier w Europie Wschodniej
W dniu 23 marca 2010 roku Axel Springer AG i największa szwajcarska firma mediowa Ringier AG postanowili utworzyć spółkę akcyjną Ringier Axel Springer Media, joint venture z siedzibą w Zurychu. Udziały obu stron miały być równe po 50%. Wkład pieniężny Axel Springer AG wyniósł 50 mln EUR. Axel Springer AG przyczynił się do utworzenia spółek zależnych w Polsce, Czechach i na Węgrzech, a Ringier w Serbii, na Słowacji, w Czechach i także na Węgrzech. Ringier Axel Springer Media ma w Europie Środkowej i Wschodniej łącznie ponad 200 tytułów gazet, czasopism, serwisów internetowych i ogłoszeniowych. W ten sposób powstała jedna z największych spółek medialnych w Europie Wschodniej. Według danych z 2009 jej obrót roczny wynosił około 414 milionów euro (500 milionów franków szwajcarskich), a EBITDA 62 mln euro (74 mln CHF). Ponadto przedsiębiorstwo liczy około 4800 pracowników. Prezesem spółki jest Mark Dekan, a przewodniczącym rady nadzorczej jest Jan Bayer, członek zarządu Axel Springer SE.

### Przejęcie G + J Rosja
W marcu 2010 roku rosyjskie władze antymonopolowe zatwierdziły przejęcie spółki zależnej rosyjskiej grupy magazynów Gruner + Jahr przez Axel Springer Rosja. Należące do niej rosyjskie wersje tytułowej Geo (Geo Geo Lenok Geo Traveller) i Gala Biografia miały być kontynuowane w ramach tego samego tytułu, licencji i odpowiednich portali internetowych.

#### Sprzedaż G + J Rosja
80% spółki zależnej w Rosji mają zostać sprzedawane z powodu nowej ustawy, według której zagraniczni wydawcy nie mogą posiadać więcej niż 20% udziałów w rosyjskich środkach masowego przekazu. Axel Springer zamierza sprzedać 80% udziałów w spółce przynależącej do ARTCOM Media Group Alexander Fedotov. Pozostałe akcje powinna przejąć, jak poinformował Axel Springer dotychczasowa rosyjska Dyrektor Generalna, Regina von Flemming.

### Przekształcenie Axel Springer AG w SE
W dniu 2 grudnia 2013 roku przedsiębiorstwo ogłosiło przekształcenie AG w europejską spółkę akcyjną (Societas Europaea znany / SE). Nowa forma prawna miała ułatwić europejską i międzynarodową orientację rynkową spółki.

### Przekształcenie Axel Springer SE w KGaA
W dniu 8 grudnia 2014 roku przedsiębiorstwo ogłosiło przekształcenie SE w spółkę komandytowo-akcyjną (KGaA). Ta forma prawna pozwalałaby większościowym udziałowcom Axel Springer posiadać nawet bez ich większościowego udziału 51,5% kontrolę nad spółką.
Starań o przekształcenie Axel Springer SE w KgaA zaprzestano 12 lutego 2016 r.

## Publikacje i udziały

### Publikacje
Dotychczasowym obszarem działalności Axel Springer SE była publikacja i druk gazet oraz czasopism, tj. Bild, Die Welt oraz B. Z. (gazeta bulwarowa z Berlina). Przedsiębiorstwo oprócz gazety z programem telewizyjnym Hörzu zajmowało się również publikacją podobnych gazet, jak Bildwoche, Funk Uhr, TV Neu i TV Digital.
W dniu 25 lipca 2013 Axel Springer AG ogłosił, że planuje sprzedać koncernowi medialnemu, Die Funke Mediengruppe, gazety, tj. Hörzu, TV Digital, Funk Uhr, Bildwoche, TV Neu, Bild der Frau i Frau von heute oraz dzienniki Berliner Morgenpost i Hamburger Abendblatt za łączną kwotę 920 mln euro. Na konto Axel Springer AG ze środków własnych koncernu mediowego wpłynęło jednak zaledwie 660 mln euro, a pozostałe 260 milionów euro Funke otrzymał od niego w formie pożyczki.
Przejęcie przez Funke regionalnych gazet i czasopism kobiecych zostało zatwierdzone przez Federalny Urząd Antymonopolowy w dniu 3 grudnia 2013 roku, a gazet z programami telewizyjnymi w dniu 29 kwietnia 2014 roku.

### Udziały
Oprócz podstawowej działalności przedsiębiorstwo posiada własne zakłady drukarskie i jest zaangażowane w hurtową sprzedaż prasy. W swoich działaniach coraz bardziej koncentruje się również na dziennikarstwie internetowym, nowych mediach oraz rynku ogłoszeń (m.in. udziały w StepStone).

## Wydawana prasa

### Dzienniki
- Fakt
- Przegląd Sportowy
- Sport
- Die Welt
- Bild

### Magazyny
- Forbes – ogólnoświatowy magazyn ekonomiczny, wydawany na licencji amerykańskiej
- Newsweek Polska – tygodnik społeczno-polityczny, wydawany na licencji amerykańskiej

Motoryzacyjne
- Auto Świat – (największy na świecie magazyn motoryzacyjny).
- Auto Świat Poradnik
- Auto Świat 4x4
- Auto Świat Extra

Komputerowe
- Komputer Świat – publikowany w dziewięciu krajach, popularny europejski magazyn komputerowy
- Komputer Świat Ekspert
- Komputer Świat Gry
- Nowa Dobra Gra

Młodzieżowe
- Dziewczyna
- Popcorn

Inne
- Hamburger Abendblatt abendblatt.de
- Berliner Morgenpost(inne języki) morgenpost.de
- Hörzu(inne języki) hoerzu.de
- Business Insider

## Zasady spółki
Axel Springer SE jest jedynym niemieckim wydawnictwem, które odmówiło publikacji reklam lewicy w kampanii wyborczej w roku 2005.

Stałe dyrektywy wydawnictwa:
1. Stać na straży prawa i wolności w Niemczech, w kraju należącym do rodziny narodów Zachodu, popierać zjednoczenie Europy.
2. Działać na rzecz pojednania Żydów i Niemców oraz popierać podstawowe prawa Izraela.
3. Wspierać Sojusz Transatlantycki oraz być solidarnym ze Stanami Zjednoczonymi w ramach wspólnych wartości wolnych narodów.
4. Odrzucać wszelkie formy ekstremizmu politycznego.
5. Popierać zasady społecznej gospodarki rynkowej.

## Krytyka koncernu
Axel Springer SE jest krytykowany przez niemiecką lewicę oraz środowiska muzułmańskie głównie za otwarte poparcie Izraela.
W roku 1974 pod kierownictwem Ulrike Meinhof przeprowadzony został przez Frakcję Czerwonej Armii zamach bombowy na wydawnictwo.
Z wielokrotnymi protestami ze strony polskiej spotkało się także używanie sformułowania „Polskie obozy koncentracyjne”, które ukazało się w wielu czasopismach wydawanych przez koncern Axela Springera jak Bild, Focus czy Die Welt. Sformułowanie to pojawiło się przykładowo w 2008 roku w artykule Miriam Hollstein „Podróż Asafa dookoła świata”. Autorka opisała w nim traumę ojca izraelskiego 16-latka, który zginął w zamachu bombowym samobójcy. Po tej tragedii ojciec umieścił w internecie zdjęcie syna z apelem, by ludzie podróżowali z nim po świecie. Izraelscy uczniowie zawieźli zdjęcie chłopca do muzeum obozu na Majdanku, który „Die Welt” określił „polskim obozem koncentracyjnym”. Sprawę sądową wytoczył koncernowi Zbigniew Osewski, wnuk więźnia Stutthofu.
Kolejne sformułowanie „polski obóz zagłady Bełżec” opublikował inny niemiecki tygodnik należący do koncernu Springera -„Focus”. Znalazło się ono w krótkiej informacji na temat procesu wszczętego przez prokuraturę w Dortmundzie przeciw strażnikowi w byłym niemieckim obozie zagłady w Bełżcu Samuelowi Kunzowi oskarżonemu o udział w zamordowaniu co najmniej 430 tysięcy Żydów. Mimo interwencji polskiej ambasady gazeta odmówiła wydrukowania sprostowania.
W 2008 Zarząd Główny Stowarzyszenia Dziennikarzy Polskich, w reakcji na rezolucję Związku Dziennikarzy Niemieckich Landu Hesji, przyznał tytuł Hieny Roku wydawnictwu Axel Springer Verlag „za podjudzanie przeciwko sobie Polaków i Niemców poprzez artykuły towarzyszące – w polskich i niemieckich gazetach tego wydawnictwa – europejskim mistrzostwom w piłce nożnej”.
Chodziło o serię artykułów, które podczas Mistrzostw Europy w 2008 roku ukazały się w należących do Axela Springera dziennikach: polskim „Fakt” i niemieckim „Bild”, w których obie gazety wzajemnie obrzucały stronę przeciwną obelgami z podtekstem nacjonalistycznym. Zdaniem dziennikarzy niemieckiego tygodnika „Die Zeit” Axel Springer „kolejny już raz inscenizuje konflikt, który toczy się po obu stronach Odry na zasadzie lustrzanego odbicia (...) Springer zawsze chętnie jątrzy – po obu stronach”.